# Драгомиле
Драгомиле (сербохорв. Драгомиље / Dragomilje) — село в общине Вишеград Республики Сербской Боснии и Герцеговины. В настоящее время село необитаемо.

## Население[3]
По данным на 1981 и 1991 годы, село было необитаемым.